# Stadio Mino Favini
Lo stadio Mino Favini, già noto come stadio Città di Meda, è un impianto polisportivo del comune italiano di Meda, in provincia di Monza e Brianza.
Di proprietà dell'amministrazione comunale, ospita le gare interne dei club calcistici Renate, Meda e Real Meda (quest'ultimo dedito alla pratica femminile), nonché le attività della società Atletica Meda 014.

## Struttura
Lo stadio è ubicato nella propaggine settentrionale del parco naturale Bosco delle Querce, l’area rinaturalizzata sorta sul sito della demolita ditta ICMESA, nota per essere stata la causa del disastro di Seveso nel 1976. La struttura è ricompresa in un complesso polisportivo (lo stadio Favini è anche noto come "campo 1") dotato di due ulteriori campi da calcio (uno in erba e uno in granulato calcestre), un ciclodromo, piscine, palestre, campi da tennis indoor e outdoor, attrezzature per il salto in lungo, il salto in alto e il getto del peso. Poco più a nord, separato dal resto del complesso dalla strada provinciale 35 e dalla ferrovia Milano-Chiasso sorge lo stadio Luigi Busnelli, che precedette il "Favini" quale stadio comunale di Meda, per poi essere trasformato in campo di allenamento e sede del settore giovanile del Real Meda.
Il "Favini" consiste in un rettangolo di gioco in erba naturale misurante 105×63 metri, attorno al quale si sviluppa la pista di atletica leggera a sei corsie, completamente rinnovata nel 2022. La capienza degli spalti è di circa 2 500 posti a sedere, suddivisi in tre tribune parzialmente coperte, tutte situate una accanto all'altra sul lato occidentale del campo; quella più meridionale, capace di 803 spettatori, è dedicata alle tifoserie ospiti.
Nel giugno 2023 l'impianto viene intitolato alla memoria di Fermo Favini (meglio noto come "Mino"), ex calciatore e dirigente sportivo originario di Meda.

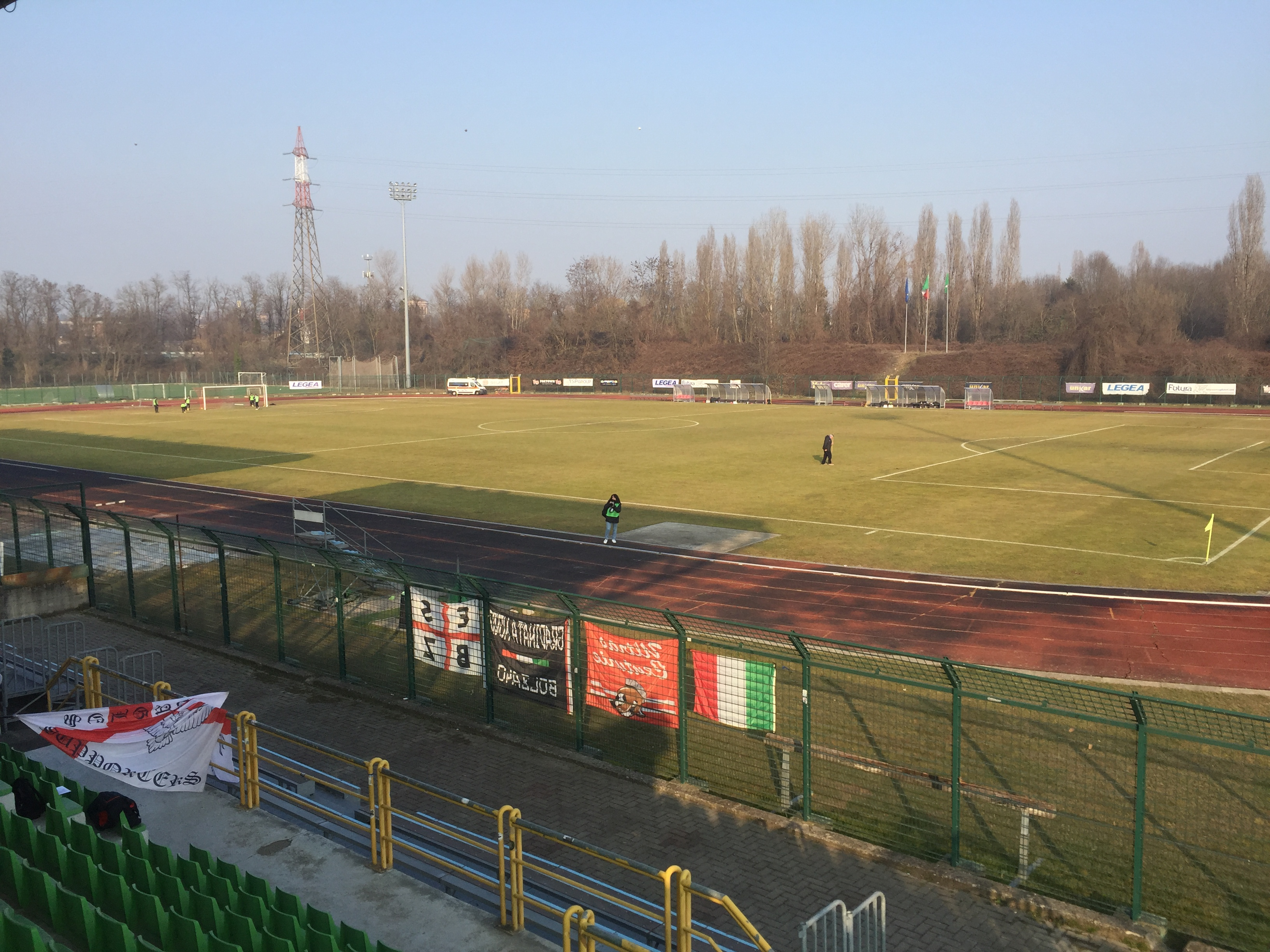
Vista sul terreno di gioco; dietro alla collinetta sull'altro lato del campo scorre il torrente Certesa.
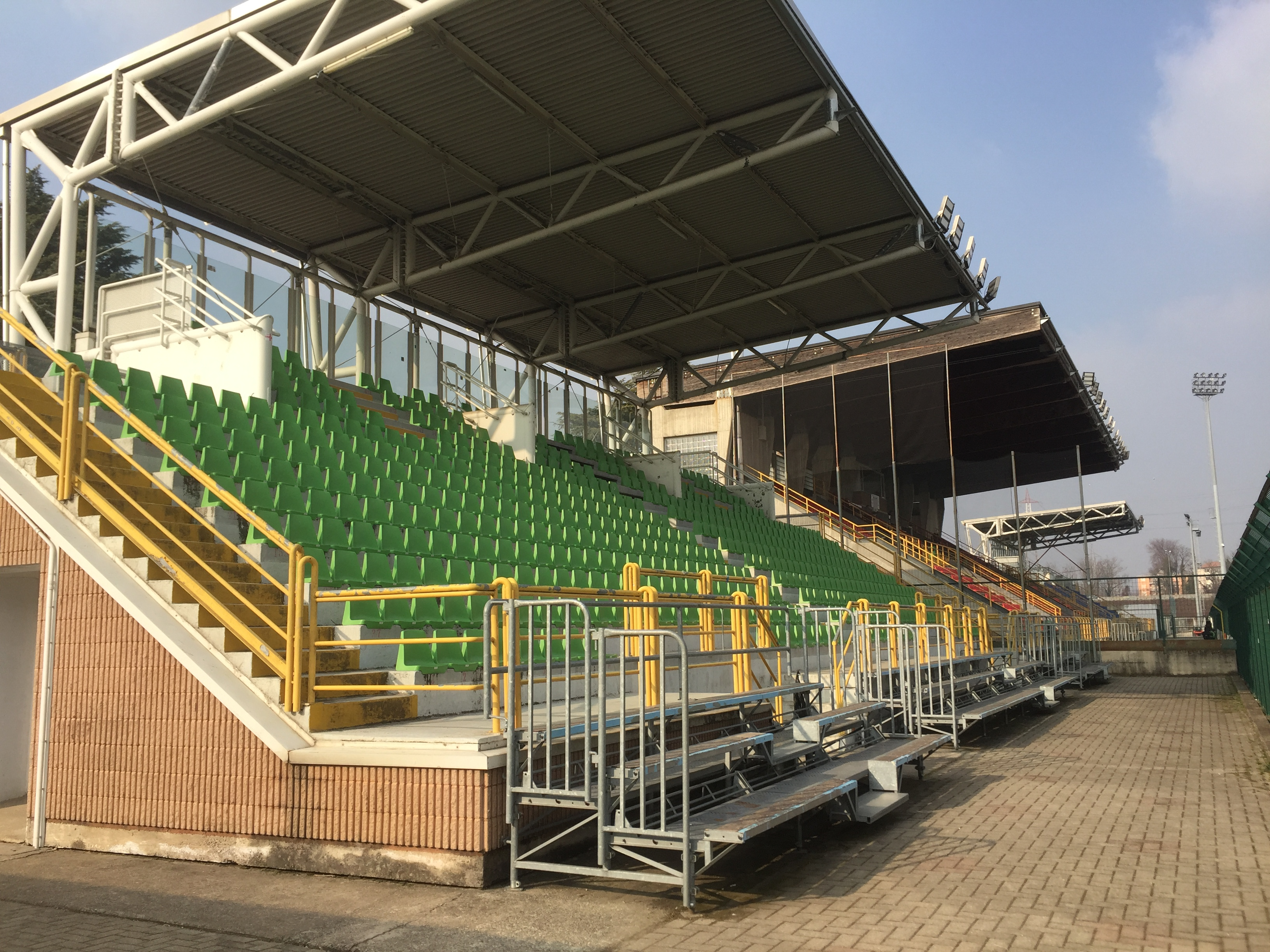
Vista sulle tribune; in primo piano il settore ospiti (seggiolini verdi).

## Eventi peculiari ospitati
Il 26 settembre 2012 lo stadio Città di Meda ha ospitato l'incontro tra le formazioni under-19 dell'Inter e del Borussia Dortmund valido per il NextGen Series 2012-2013 e terminato 1-0 a favore della formazione milanese.
L'impianto ospita regolarmente anche manifestazioni non inerenti allo sport, attività benefiche o sagre.